# ブレット・カーン
ブレット・カーン（Brett Kern 1986年2月17日- ）はニューヨーク州グランドアイランド出身の元アメリカンフットボール選手。ポジションはパンター。

## 経歴
トレド大学での2007年に、全米2位の平均46.5ヤードを記録、ミッドアメリカン・カンファレンスの最優秀スペシャルチーム選手に選ばれた。同年にはレイ・ガイ賞のファイナリスト3人の1人に残った。こうした活躍で、カレッジフットボールのオールスターゲーム、East-West Shrine Game のメンバーに選ばれた。

### デンバー・ブロンコス
2008年、デンバー・ブロンコスとドラフト外フリーエージェントで契約し、サム・パウレスクとの競争に勝って正パンターとなった。1年目の2008年、46回のパントで新人新記録となる平均46.74ヤードを記録した。第12週のオークランド・レイダース戦ではジョニー・リー・ヒギンズに89ヤードのリターンTDを許した。2009年10月、チャージャーズとのマンデーナイトフットボールでダレン・スプロールズに77ヤードのリターンTDをされた後、ブロンコスからウェーバーされた。その時点でNFL10位の平均46.1ヤードを蹴っていたが、ネットではNFL27位の34.5ヤードにとどまり、27回のパント中リーグ最多の6回のタッチバックを重ねており、敵陣20ヤード以内に蹴りこんだのは9回であった。

### テネシー・タイタンズ
その後テネシー・タイタンズからクレームされて、レジー・ホッジズの代わりに正パンターとなった。タイタンズでは37回のパントのうち18回を20ヤード以内に蹴りこんだ。
2010年、ネットでAFC5位で自己ベストの39.1ヤードを記録、2011年2月、タイタンズと契約延長を果たした。
2012年の第15週、ニューヨーク・ジェッツ戦で、ミスパントにより自陣25ヤード地点から相手に攻撃権を与えた。この年自己ベストの71ヤードのパントを蹴っている。
2015年3月、タイタンズと5年1500万ドルの契約を結んだ。
2016年シーズンは77回のパントで3,402ネットヤード、平均44.18ヤードであった。
2017年10月8日のマイアミ・ドルフィンズ 戦では、キャリアハイとなる10回のパントを蹴りフランチャイズレコードとなる549ネットヤード・平均54.9ヤードを記録した。 
2017年12月19日、カーンは初めてプロボウルに選出された。 
このシーズンは、75回のパントで3,728ネットヤードを記録した。フランチャイズレコードとなる平均49.71ヤードをマークした。この年は、オールプロのセカンドチームに選出された。
タイタンズは2017年シーズン、9勝7敗を記録し、プレーオフの5番シードを獲得した。ワイルドカードゲームのカンザスシティ・チーフス戦で自身プレーオフ初出場を果たした。
2018年12月18日に2年連続プロボウルに選出された。この年は74回のパントで、そのうち39回が20ヤード内に蹴り込んだ。
2019年3月7日に4年 $1255万でタイタンズと契約延長した。12月17日に3年連続でプロボウルに選出された。
このシーズンはリーグトップとなる敵陣20ヤード内のパントを37回記録し、オールプロに選出された。
2020年、第8週のシンシナティ・ベンガルズ戦で手首を負傷し同年11月7日、故障者リスト入りした。11月28日にアクティブロースターに復帰したが新型コロナウィルスに感染したため12月29日にリザーブリスト入り、翌年1月2日にアクティブロースターに復帰した。
2021年10月12日に新型コロナウィルスのリザーブリスト入りし、10月22日にアクティブロースターに復帰した。この年チームは12勝5敗でAFC第1シードでプレーオフに出場した。プレーオフ初戦のシンシナティ・ベンガルズに敗れてシーズンを終えた。この試合で彼は4回のパントを蹴っている。
2022年、ドラフト外で入団した新人ライアン・ストーンハウスとのポジション争いに敗れて、8月29日にタイタンズから解雇された。

### フィラデルフィア・イーグルス
2022年12月13日、第14週のニューヨーク・ジャイアンツ戦で正パンターのアリン・シポスが負傷したフィラデルフィア・イーグルスとプラクティス・スクワッド契約を結んだ。2023年1月7日にアクティブ・ロースター入りした。
2023年6月1日に現役引退を表明した。

## 人物
父親のカル・カーンは、アマチュア野球チーム・ナイアガラ・パワーのオーナーである。